# Слобода (Лебединский район)
Слобода́ (укр. Слобода; до 2016 г. Радя́нское) — село, Павленковский сельский совет, Лебединский район, Сумская область, Украина.
Код КОАТУУ — 5922987113. Население по переписи 2001 года составляло 66 человек.

## Географическое положение
Село Слобода находится у истоков реки Грунь, ниже по течению на расстоянии в 1 км расположено село Дегтяри.
На расстоянии в 1 км расположены сёла Букаты и Марусенково.